# Sweden (Nowy Jork)
Sweden – miasto w Stanach Zjednoczonych, w stanie Nowy Jork, w hrabstwie Monroe.